# Loyle Carner

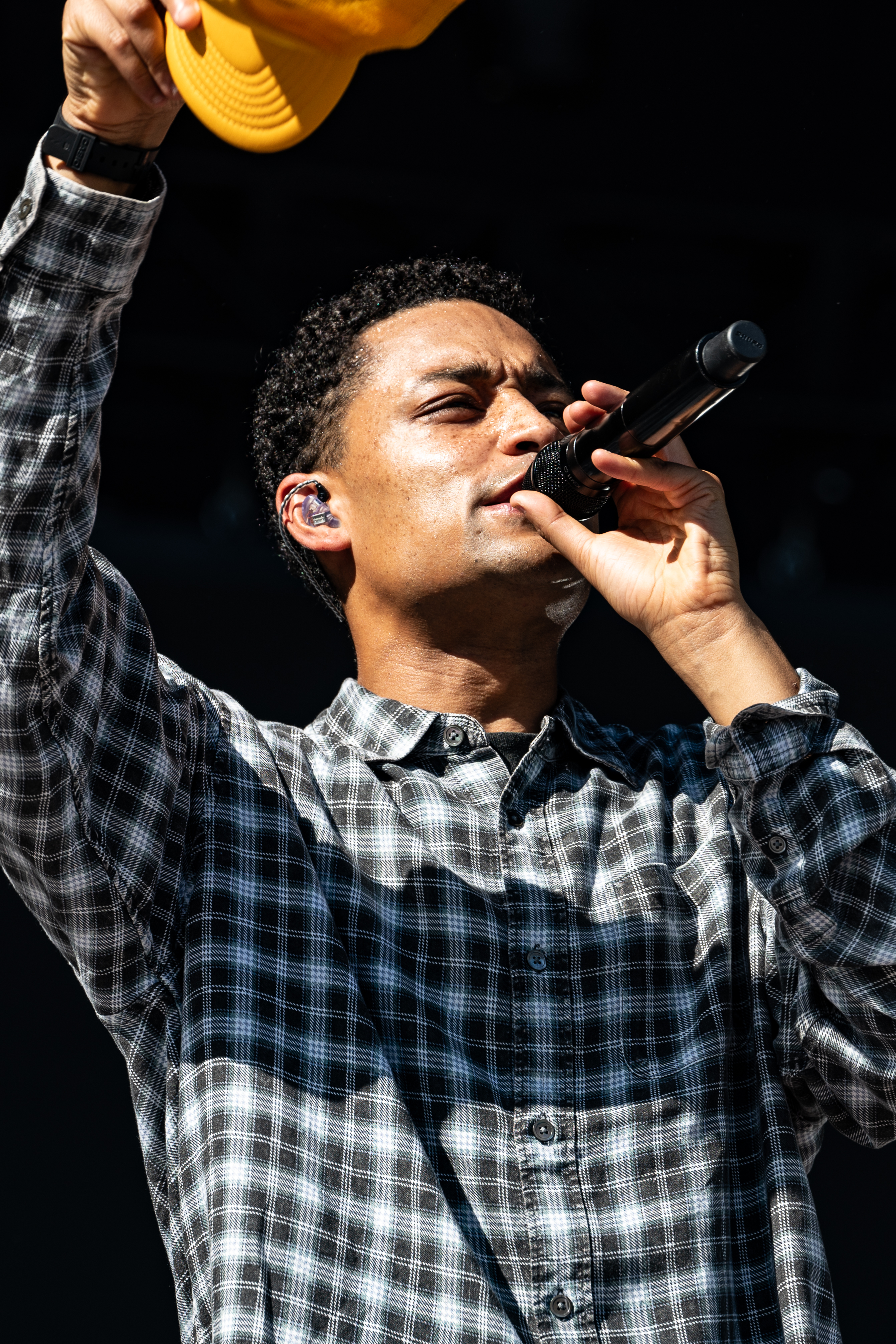
Loyle Carner auf dem Superbloom-Festival 2024

Loyle Carner (* 6. Oktober 1994 in London; eigentlicher Name Benjamin Coyle-Larner) ist ein britischer Rapper aus London.

## Karriere
Benjamin Coyle-Larner stammt aus dem Südosten Londons und hat eine britische Mutter und einen jüngeren Bruder. Sein aus Guyana stammender Vater verließ sie früh und er wuchs mit einem Stiefvater auf. Obwohl ihn der musikalische Geschmack seiner Eltern beeinflusst hat, wollte er zuerst Schauspieler werden. Mit 13 Jahren kam er zu einem Auftritt im Blockbusterfilm 10.000 B.C. Das Studium am Drama Centre London warf er aber hin, als der Stiefvater starb, und er wandte sich der Musik zu. Die Familiengeschichte verarbeitete er auch in späteren Songs. Für seinen Künstlernamen nahm er seine beiden Nachnamen und vertauschte die Anfangsbuchstaben, was auch eine ironische Anspielung auf seine Leseschwäche und sein ADHS ist.
Durch ein paar Demoaufnahmen und den Beziehungen seiner Freunde King Krule und dem irischen Rapper Rejjie Snow kam er zu seinem ersten großen Auftritt im Vorprogramm bei einem Konzert von MF DOOM 2012 in Dublin. Seine ersten Veröffentlichungen machte er zwei Jahre später mit der EP A Little Late und der gemeinsamen Single Guts mit der Rapperin Kate Tempest. Außerdem schaffte er es ins Vorprogramm der US-Rapper Joey Badass und Nas. Nach einer weiteren Single mit dem Titel Tierney Terrace bekam er 2015 ein Vertragsangebot von AMF, einem zu Virgin EMI gehörenden Label.
Zum Jahreswechsel gehörte Loyle Carner zu den Nominierten beim Sound of 2016. Er veröffentlichte weitere Songs wie The Isle of Arran und Ain’t Nothing Changed und Anfang 2017 erschien sein Debütalbum Yesterday’s Gone. Damit kam er in die Top 20 der UK-Charts und platzierte sich auch in Deutschland und der Schweiz in der Hitparade. Am 19. April 2019 erschien sein Album Not Waving, But Drowning.

## Modeltätigkeiten
Seit dem Jahr 2017 ist er eines von drei Models, die Werbung für das im selben Jahr erschienene Herren-Parfüm Y von Yves Saint Laurent machen. In Verbindung mit dieser Tätigkeit ist er unter anderem in Werbespots für das Fernsehen und in Anzeigen für Printmedien zu sehen.

## Diskografie

### Studioalben
- 2017: Yesterday’s Gone
- 2019: Not Waving, But Drowning
- 2022: Hugo
- 2025: hopefully!

### EPs
- 2014: A Little Late

### Singles
- 2014: Guts (Kate Tempest & Loyle Carner)
- 2016: Tierney Terrace
- 2016: The Isle of Arran
- 2016: Ain’t Nothing Changed (UK: Silber)
- 2017: Damselfly (feat. Tom Misch, UK: Gold)
- 2019: Ice Water (UK: Silber)